# Hành vi xấu trong khoa học
Hành vi sai trái trong khoa học hay Hành vi xấu trong khoa học là sự vi phạm các quy tắc chuẩn mực về ứng xử của học giả và hành vi đạo đức trong việc xuất bản các nghiên cứu khoa học chuyên nghiệp. The Lancet đã xem xét về Xử lý hành vi sai trái trong khoa học ở các nước Bắc Âu và đưa ra định nghĩa mẫu sau đây 
, và được Báo cáo COPE 1999 chép lại:
- Định nghĩa của Đan Mạch: "Cố ý hoặc sơ suất thô bạo dẫn đến việc bịa đặt thông điệp khoa học hoặc ghi công hoặc nhấn mạnh sai về một nhà khoa học"
- Định nghĩa của Thụy Điển: "Cố ý bóp méo quá trình nghiên cứu bằng cách ngụy tạo dữ liệu, văn bản, giả thuyết hoặc phương pháp từ mẫu bản thảo hoặc ấn phẩm của nhà nghiên cứu khác; hoặc bóp méo quá trình nghiên cứu theo những cách khác."

Hậu quả của hành vi sai trái trong khoa học có thể gây tổn hại cho cả thủ phạm và độc giả của tạp chí  cũng như cho bất kỳ cá nhân nào làm phơi bày nó. Ngoài ra nó có những tác động tới sức khỏe cộng đồng gắn liền với việc thúc đẩy các biện pháp can thiệp y tế hoặc các biện pháp can thiệp khác dựa trên kết quả nghiên cứu sai lầm hoặc bịa đặt.
Tính hợp lệ của các phương pháp và kết quả của các bài báo khoa học thường được xem xét kỹ lưỡng trong các câu lạc bộ tạp chí. Tại cơ sở này các thành viên có thể tự quyết định với nhau với sự giúp đỡ của các đồng nghiệp nếu đáp ứng các tiêu chuẩn đạo đức của một bài báo khoa học.